# Natale Saliceti
Natale Saliceti (auch Natalis Saliceti, * 8. November 1714 in Oletta; † 21. Februar 1789 in Rom) war ein italienischer Mediziner, geheimer Kämmerer und Leibarzt des Papstes Pius VI.

## Leben
Saliceti besuchte das Jesuitenkolleg in Bastia und ging anschließend 1735 nach Rom, um sich weiter in Medizin auszubilden.
Nach Abschluss seines Studiums trat er als Assistenzarzt in das große römische Krankenhaus von Santo Spirito in Sassia ein und 
wurde 1748 einer der Hauptärzte des Krankenhauses. Im Jahr 1756 wurde Natale Saliceti zum Arzt der Päpstlichen Familie ernannt. 1758 übernahm er den Lehrstuhl für Anatomie und Chirurgie an der Universität La Sapienza und wurde in das römische Ärztekolleg aufgenommen.
Papst Clemens XIV. glaubte in den letzten Monaten seines Pontifikates, dass ihn Angehörige des Jesuitenordens vergiften wollten.
Nach seinem Tod am 22. September 1774 gab es daher die Vermutung, dass, da Clemens XIV. angeblich das Jesuitenverbot zusätzlich mit einer Bulle verschärfen wollte, er in der Nacht vor deren Unterzeichnung umgebracht wurde. Natale Saliceti führte gemeinsam mit dem Leibarzt des Papstes Pasquale Adinolfi und weiteren teils internationalen Ärzten bereits am nächsten Tag die Autopsie durch, die als veröffentlichtes Ergebnis dabei keinen Nachweis einer etwaigen Fremdeinwirkung feststellte. Das Original des Untersuchungsergebnisses wurde beim Maggiordomo und Präfekten des Apostolischen Palastes Kardinal Giovanni Archinto hinterlegt.
Im Jahr 1775 wurde Saliceti geheimer Kämmerer und Leibarzt des Papstes Pius VI.
Am 1. Mai 1779 wurde Natalis Saliceti mit dem akademischen Beinamen Caesareus III. unter der Matrikel-Nr. 830 als Mitglied in die Leopoldina aufgenommen.

## Schriften
- Gutachten des D. Saliceti, Medici des apostolischen Palastes und Arztes des P. Clemens XIV. von der Ursache des Todes desselben 22. Sept. 1774. In: Magazin zum Gebrauch der Staaten- und Kirchengeschichte wie auch des geistlichen Staatsrechts catholischer Fürsten in Ansehung ihrer Geistlichkeit. Fünfter Theil, Frankfurt und Leipzig 1776, S. 304–323 Digitalisat.